# Ейдриън Гънел
Ейдриън Гънел (на английски: Adrian Gunnell) е английски професионален играч на снукър, роден на 24 август 1972 година в Англия. В кариерата си има 3 достигнати осминафинали, но така и не успява да прескочи този етап в ранкинг турнир.
Гънел постига максимален брейк от 147 в мач от Thailand Masters през 1999 г.
През сезон 2007/2008 побеждава Марко Фу с 5 - 3 фрейма в мач от 1/48 финалите на турнира в Северна Ирландия, както и Матю Стивънс в следващия етап на първенството през 2007 г. с резултат 9 – 7 фрейма. Тези 2 победи го извеждат до 36 позиция в ранглистата, което е най-добро място в класирането в кариерата за Гънел.

## Сезон 2009/10
| Турнир                    | Резутат | Спечелени пари | Ранкинг точки | Най-голям брейк | 100+ брейк | 50+ брейк | Брой спечелени срещи |
| ------------------------- | ------- | -------------- | ------------- | --------------- | ---------- | --------- | -------------------- |
| Шанхай мастърс 2009       |         | £              |               |                 |            |           |                      |
| Гран При 2009             |         | £              |               |                 |            |           |                      |
| Британско първенство 2009 |         | £              |               |                 |            |           |                      |
| Мастърс 2010              |         | £              |               |                 |            |           |                      |
| Първенство на Уелс 2010   |         | £              |               |                 |            |           |                      |
| Първенство на Китай 2010  |         | £              |               |                 |            |           |                      |
| Световно първенство 2010  |         | £              |               |                 |            |           |                      |
| Общо                      |         | £              |               |                 |            |           |                      |